# Ликорис
Ликорис (лат. Lycoris) — род цветковых растений из семейства Амариллисовые (Amaryllidaceae), подсемейства Амариллисовые (Amaryllidoideae). Включает в себя более 20 видов. Изначальным ареалом рода являлись Южная и Восточная Азия: Япония, Южная Корея, юг Китая, север Вьетнама, Лаоса, Таиланда, Непала, Пакистана, Афганистана и восточный Иран. Позднее некоторые виды были завезены в Северную Каролину, Техас и другие южные штаты США. Некоторые из них со временем натурализовались. На английском называются ураганной лилией (англ. Hurricane lilies) или кластер амариллис (англ. Cluster amaryllis). Кроме того, в английском языке словосочетанием «паучья лилия» именуются три рода семейства Амариллисовых — гименокаллис, кринум и сам ликорис.
Растения рода ликорис являются луковичными многолетними растениями. Листья длинные и тонкие, достигающие 30—60 см в длину и 0,5—2 см в ширину. Стебель надземный прямостоячий, 30—70 см высотой. Из одного корня может выйти 4—7 цветков, которые могут быть белого, жёлтого, оранжевого или красного цвета. Цветки делят на два вида: с длинными тычинками, которые длиннее околоцветника в несколько раз, и те, которые имеют тычинки чуть длиннее лепестков. Плод представляет собой трёхканальную коробочку, содержащую в небольшом количестве чёрные семена. Многие виды бесплодны и могут появиться исключительно вегетативным путём и, вероятно, с помощью скрещивания.

## Список видов
По состоянию на октябрь 2014 года задокументировано существование более 20 видов и одного гибрида.
- Lycoris albiflora Koidz. (рассматривается как гибрид L. × albiflora) (англ. White Spider Lily)
- Lycoris anhuiensis Y.Xu & G.J.Fan
- Lycoris argentea Worsley
- Lycoris aurea (L’Hér.) Herb. (англ. Golden Spider Lily)
- Lycoris caldwellii Traub (англ. Magic Lily)
- Lycoris chinensis Traub (англ. Yellow Surprise Lily)
- Lycoris flavescens M.Kim & S.Lee
- Lycoris guangxiensis Y.Xu & G.J.Fan
- Lycoris haywardii Traub
- Lycoris houdyshelii Traub
- Lycoris incarnata Comes ex Sprenger (англ. Peppermint Surprise Lily)
- Lycoris josephinae Traub
- Lycoris koreana Nakai
- Lycoris longituba Y.C.Hsu & G.J.Fan (англ. Long Tube Surprise Lily)
- Lycoris radiata (L'Hér.) Herb. — Ликорис лучистый
- Lycoris rosea Traub & Moldenke
- Lycoris sanguinea Maxim. (англ. Orange Spider Lily)
- Lycoris shaanxiensis Y.Xu & Z.B.Hu
- Lycoris sprengeri Comes ex Baker (англ. Tie Dye Surprise Lily)
- Lycoris squamigera Maxim. (англ. Naked Lady, Surprise Lily, Magic Lily, Resurrection Lily)
- Lycoris straminea Lindl.
- Lycoris uydoensis M.Kim

Гибриды
- Lycoris × chejuensis chejuensis K.H.Tae & S.C.Ko

## Легенды
Поскольку эти алые цветы обычно цветут рядом с кладбищами в период осеннего равноденствия, в японском и китайском переводах «Лотосовой сутры» они описаны устрашающими цветами, растущими в Диюй (загробный мир, ад), или Хуанцюань (кит. 黄泉, «потусторонний мир»), что направляют мертвых к следующей реинкарнации.
Когда ликорис цветет, его листья опадают, и наоборот — цветы увядают, когда растут листья. Эта особенность породила различные легенды, популярнейшей из которых является легенда о двух духах: Мандзю (кит. 曼珠), который заботился о цветке, и Сака (кит. 沙华; кит. трад. 沙華), который заботился о листьях. Им было запрещено встречаться друг с другом, но любопытства ради они бросили вызов судьбе и, встретившись, полюбили друг друга с первого взгляда. Тогда разгневанная их непокорством богиня солнца Аматэрасу разделила несчастную пару и в качестве наказания наложила на них проклятие — цветы Мандзю больше никогда не могли встретиться с листами Сака.
Сказано, что после смерти пара встретилась в Диюй, где и поклялась найти друг друга в следующей реинкарнации. Впрочем, они так и не смогли выполнить эту клятву.
В память об этой паре некоторые называют цветок «Мандзюсака» (кит. 曼珠沙华; кит. трад. 曼珠沙華) — смесь из «Мандзю» и «Сака». Это же имя используется и в японском, где произносится как «мандзю-сяге».
Другие легенды гласят, что когда человек встречает кого-то, с кем ему суждено расстаться навеки, эти цветы, также называющиеся «красными паучьими лилиями», будут расти на месте их встречи. Возможно, именно из-за этих мрачных легенд японцы часто используют цветы ликориса на похоронах.
Популярное японское название ликориса — «хиганбана» (яп. 彼岸花, Higan bana), «цветок хиган», цветок берега реки мертвых Сандзу.

## Галерея

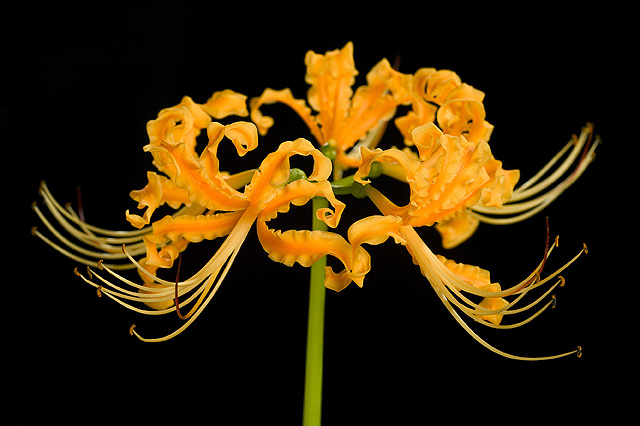
Lycoris aurea — вид с длинными тычинками
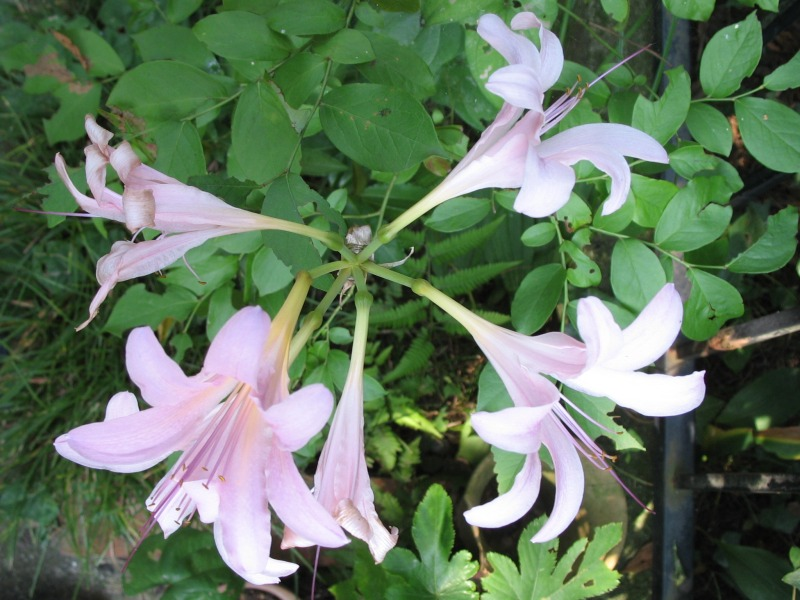
Lycoris squamigera — вид с короткими тычинками
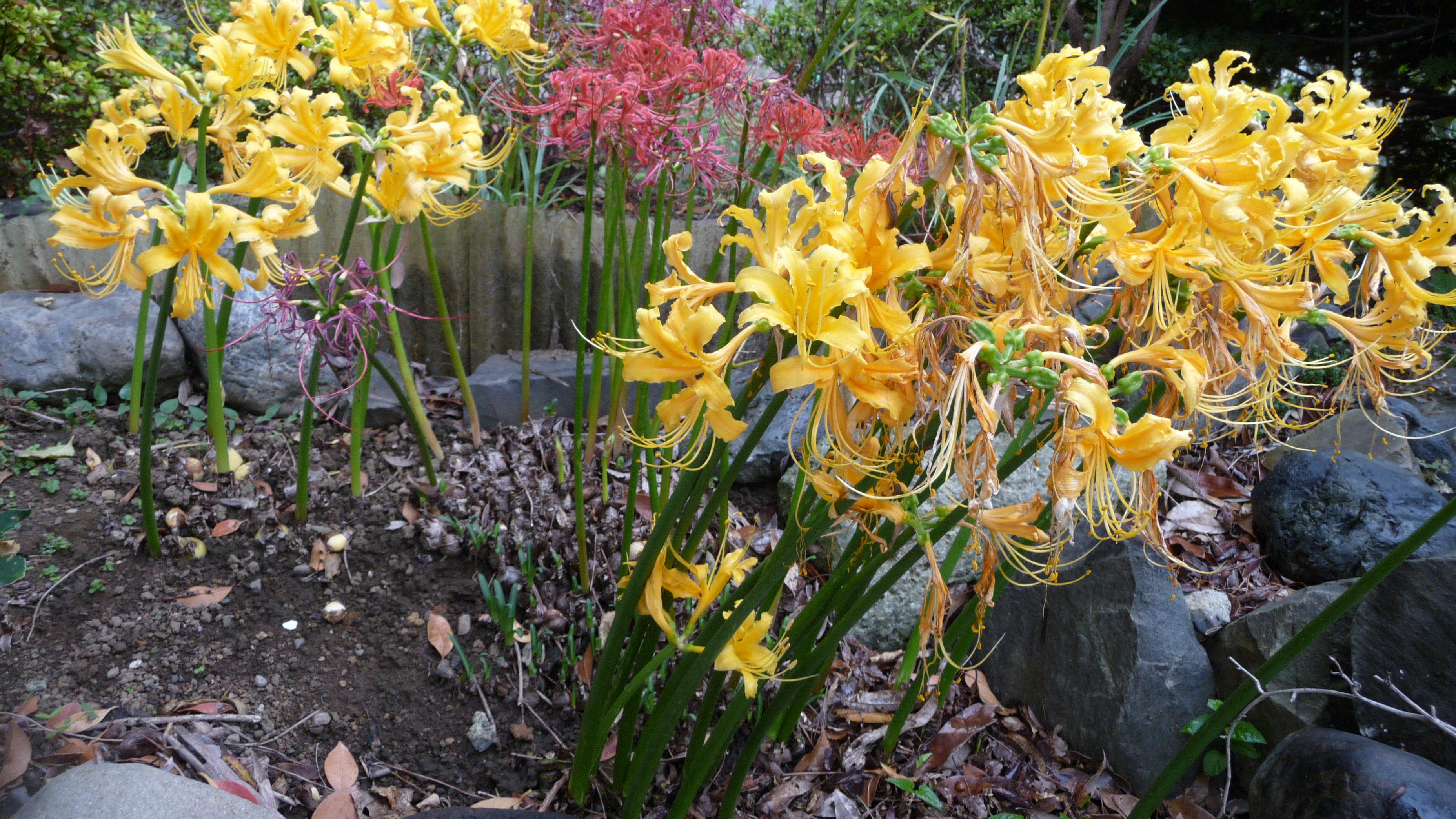
Lycoris aurea (желтый) и Lycoris radiata (красный) в городе Тиба, Япония
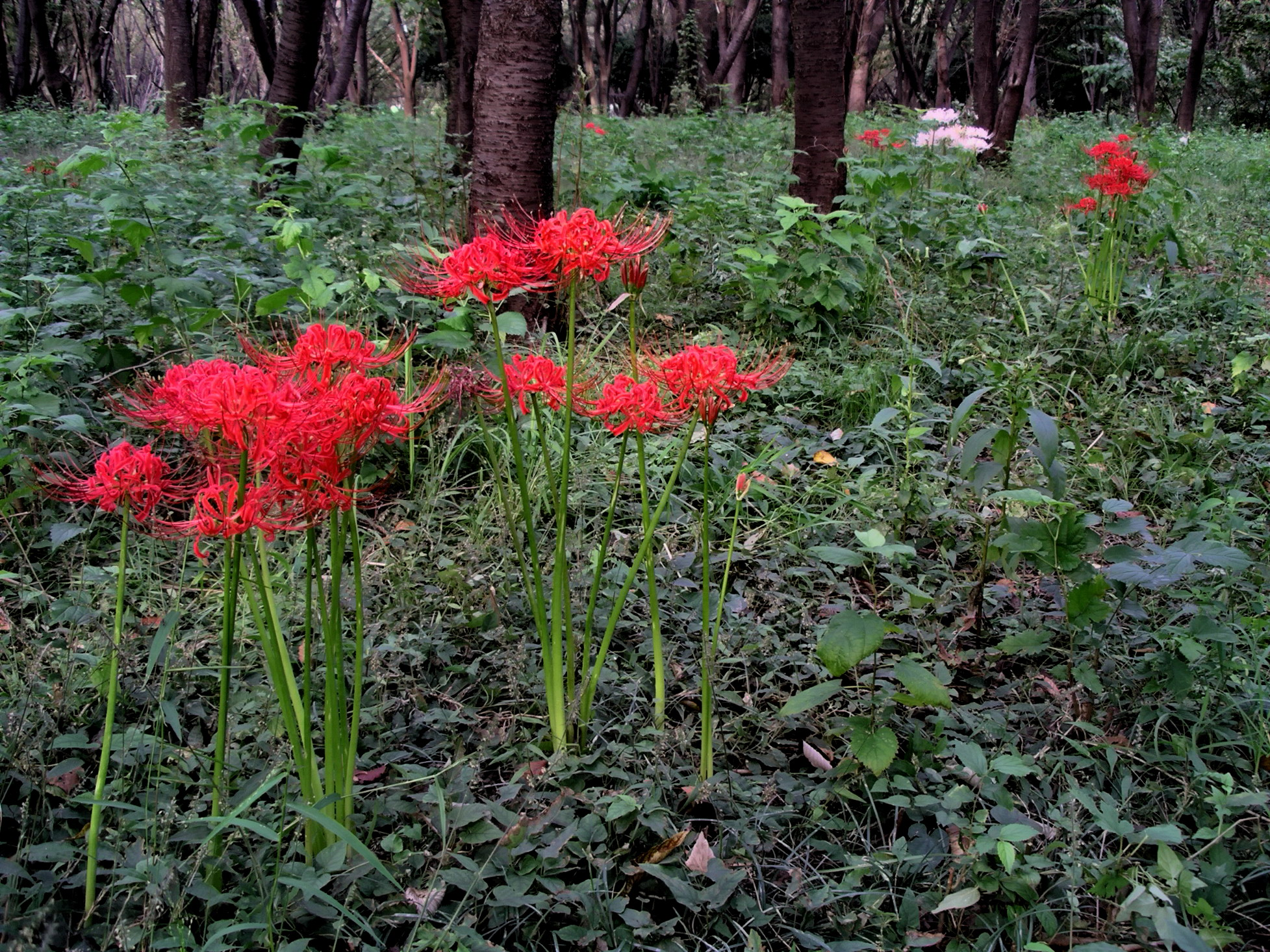
Lycoris radiata, известная как красная паучья лилия
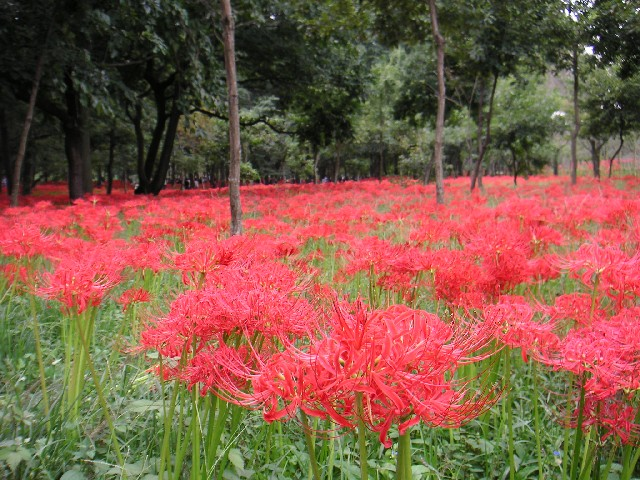
Lycoris radiata — важный элемент культуры Японии